# 迈索尔王国
迈索尔王国是存在于1399年－1947年间，位于今印度西南部卡纳塔克邦一带，以迈索尔为中心的一个王国。迈索尔王国历史上的大部分时期皆由世袭的瓦迪亚王朝统治，统治者称摩诃罗阇。该国最初是一个小王国，在1565年独立，进行了一系列领土扩张，成为南印强国。1760年，穆斯林夺得实权。1799年，王位又落到瓦迪亚家族手中，同时迈索尔王国成为了东印度公司（后为英属印度）下辖的一个印度土邦。1947年，迈索尔王国被并入印度联邦。

## 历史

### 起源
迈索尔王国的历史来源主要是石器与铜板铭文，以及迈索尔皇宫中的资料和当代的卡纳达文学作品。迈索尔王国的起源目前还存有争议，一种说法是在今迈索尔一带的古城，该城一对兄弟所创建，并不断发展壮大，慢慢形成迈索尔王国。

### 毗奢耶那伽罗王朝时期
迈索尔王国最初只是毗奢耶那伽罗王朝下辖的一个小王国，到1565年时，王国使用一支300人的军队，已将规模扩大到33个城镇。君主提玛拉贾在他统治时期征服了周围的几个酋邦，以及君主拉贾·瓦迪亚一世占领了包括斯赫里朗格阿帕特塔纳等地区。
文塔卡帕提·德瓦·拉亚统治期间，国力强盛。约1565年，毗奢耶那伽罗王朝国力空虚时，迈索尔王国成为独立国家，并将首都迁至迈索尔郊区，称为斯赫里朗格阿帕特塔纳。

### 独立的王国与英迈战争

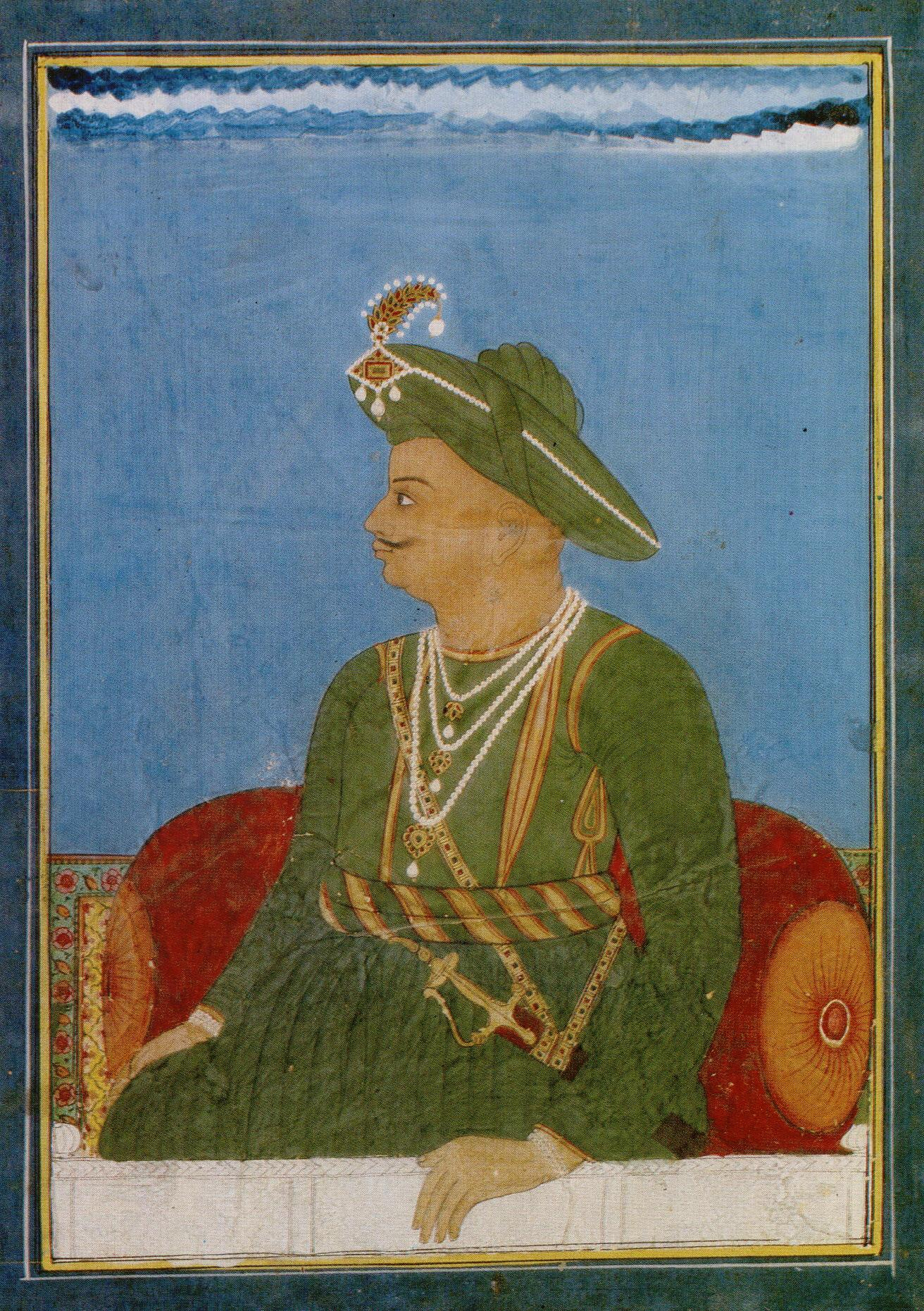
蒂普苏丹像

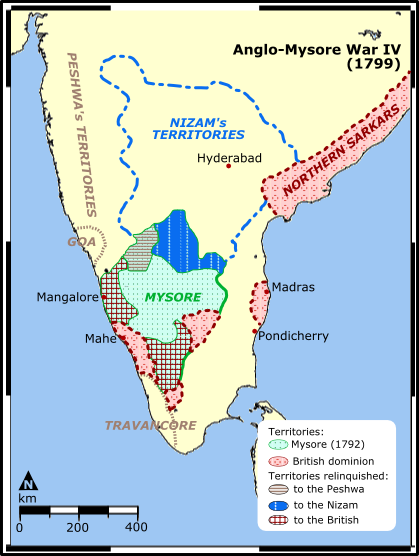
第四次英迈战争后迈索尔王国的领土范围，以绿色显示

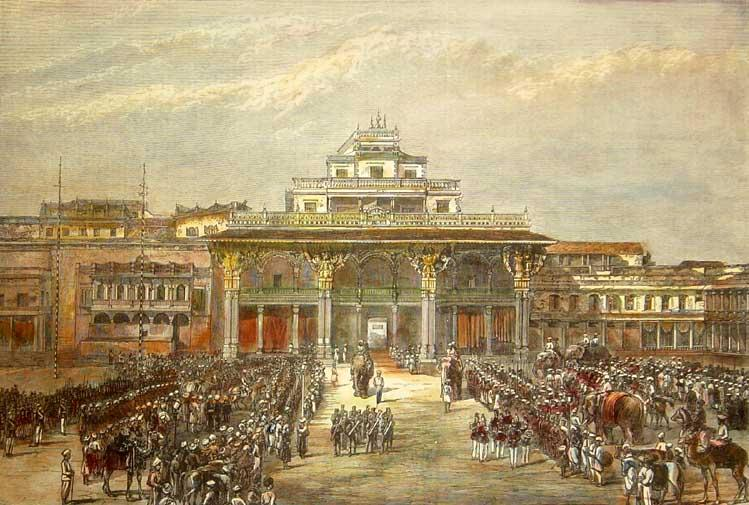
迈索尔皇宫

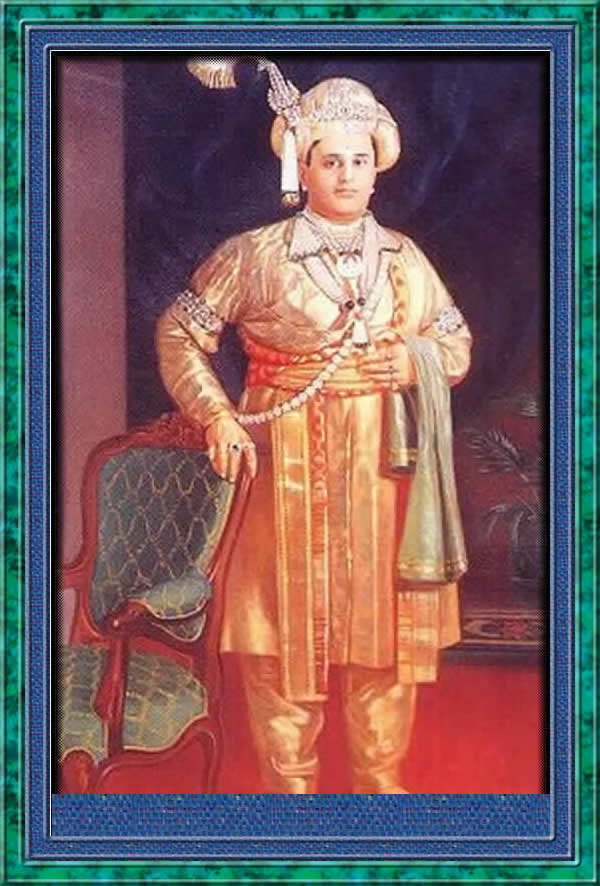
末代王公，贾亚查马拉贾·瓦迪亚

17世纪，迈索尔王国在坎蒂拉瓦·纳拉萨拉贾一世和奇卡·德瓦拉贾统治时期进行了一系列的扩张，成为了德干高原南部的强国。18世纪，首席大臣海德尔·阿里和蒂普苏丹统治时期，迈索尔的国力达到顶峰。海德·阿里虽是文盲，但是其在历史上地位是不可忽视的。海德统治期间，正逢印度次大陆历史上的一个重要时期，占领印度贸易主动权的欧洲人开始谋求政治权力，海得拉巴人企图称霸德干高原，而马拉地人在打了败仗后则希望在印度南部扎根。这一时期，英法双方在争夺其在印度的地位，最终英国人获得了胜利，进一步确立了其在印度南部的霸权地位。尽管此时迈索尔王国的王位名义上还在瓦迪亚王朝手中，实际上，王国的实权已转移到海德·阿里及其子蒂普苏丹手中。
1761年，马拉地帝国的威胁一再减弱，1763年，海德·阿里占领科拉迪王国（Keladi kingdom），占领了比尔吉、贝德努尔（Bednur）和古提（Gutti）三地，并南下入侵马拉巴（Malabar），并在1766年占领了萨摩林（Zamorin）的都城卡利卡特，同时北上击垮了达瓦德和贝拉里，迈索尔王国的领土得到了最大限度的扩张，并成为了印度次大陆的一个主要国家，成为不列颠东印度公司在南印的主要敌人，迈索尔王国也准备向劲敌英国发起挑战——这次“挑战”持续了三十多年。
为了阻止海德继续扩张，英国、马拉地和海得拉巴结盟，于1767年入侵迈索尔王国，挑起第一次英迈战争。海德·阿里领导的迈索尔军在成罕（Chengham）与蒂鲁万纳马莱（Tiruvannamalai）遭遇失败，英国一度占领迈索尔三分之一的国土，但是迈索尔军队逐渐挽回局势，1769年3月，转入反攻，并成功转移到英军的腹地，直奔英军重要基地马德拉斯（金奈），英国人最终不得不和迈索尔进行和谈，1769年，第一次英迈战争结束。
到了1779年，迈索尔国土面积已达205,000km2。1780年，迈索尔和马拉地、海得拉巴停止了冲突，同时和法国人建立了合作关系。同年爆发第二次英迈战争，迈索尔得到了法国人、海得拉巴与马拉地人的支援。战争初期，迈索尔在各地接连获胜，海德之子，蒂普苏丹也参加了这次战争，他曾带领军队北上进攻英军，取得了一定成果，英军士气低迷，直到艾尔·库特爵士（Sir Eyre Coote）抵达，英军的士气才有所改观。1781年6月1日，迈索尔军败给了库特爵士，此次战役被视为英印战事中的一次壮举。另一次大战发生在8月27日的波利卢尔（Pollilur），迈军获得决定性胜利。在迈索尔盟友的协助下，英国的计划被打乱，双方进入对峙状态。12月，海德去世，蒂普苏丹继位，便开始新一轮的攻势。英军和迈索尔军进行了多场战役，双方发动了一轮又一轮的攻势。中途，法国退出战斗。英迈开始谋求进行和谈，1784年3月11日，签署《门格洛尔条约》，战斗结束。
但是蒂普苏丹并未善罢甘休，于1789年进攻与英国关系良好的特拉凡哥尔，引发第三次英迈战争。迈索尔军处于下风，于1792年进行和谈，迈索尔王国因此失去一半领土。蒂普苏丹感到耻辱，但并未示弱，继续准备战争。他暗中和大革命之后的法国政府、阿富汗人和土耳其的苏丹建立合作关系，但是此举被英国人发现，险些酿成战争。1799年，英國總督第一代韋爾斯利侯爵理查·韋爾斯利大举入侵迈索尔，第四次英迈战争爆发，迈索尔军大败，蒂普苏丹本人也在斯赫里朗格阿帕特塔纳的防御战中阵亡。至此，迈索尔成为印度土邦，其作为独立国家的历史正式结束，瓦迪亚王朝复辟。

### 迈索尔土邦与并合
迈索尔战败后，其部分领土被东印度公司与海得拉巴瓜分。剩下的领土重组为迈索尔土邦。瓦迪亚王朝重新掌权，王公是克里什纳拉贾·瓦迪亚三世，都城也迁回了迈索尔。1806年，蒂普苏丹后裔制造叛乱，但很快被平息，主使人被送到了加尔各答。1831年，英国人以农民暴乱为由，一度夺走王公的统治权。印度民族起义结束后的1881年，王权才被归还。最后在1947年，印度面临分区问题，迈索尔选择并入印度联邦。尽管迈索尔土邦在各方面都受到了极大的限制，其治理下的迈索尔城在现今仍然是一个重要的印度文化及艺术重镇，并拥有大量的王国时期遗产。

### 脚注
1. ↑  Kamath (2001), pp. 11–12, pp. 226–227; Pranesh (2003), p. 11
2. ↑  Narasimhacharya (1988), p. 23
3. ↑  Subrahmanyam (2003), p. 64; Rice E.P. (1921), p. 89
4. ↑  Pranesh (2003), pp. 2–3
5. ↑  Wilks, Aiyangar in Aiyangar and Smith (1911), pp. 275–276
6. ↑  Stein（1987年），第82页
7. ↑  Kamath (2001), p. 227
8. ↑  Subrahmanyam (2001), p. 68
9. ↑  Venkata Ramanappa, M. N. (1975), p. 200
10. ↑  Shama Rao in Kamath (2001), p. 233
11. ↑  Quote:"A military genius and a man of vigour, valour and resourcefulness" (Chopra et al. 2003, p. 76)
12. 1 2  Venkata Ramanappa, M. N. (1975), p. 207
13. ↑  Chopra et al. (2003), p. 71, 76
14. ↑  Chopra et al. (2003), p. 55
15. 1 2 3 4  Kamath (2001), p. 232
16. ↑  Chopra et al. (2003), p. 71
17. ↑  Chopra et al. (2003), p. 73
18. ↑  Chopra et al. (2003), p. 74
19. ↑  Chopra et al. (2003), p. 75
20. ↑  Chopra et al. 2003, p. 75
21. 1 2  Chopra et al. (2003), p. 78–79; Kamath (2001), p. 233
22. ↑  Chopra et al. (2003), p. 75–76
23. ↑  Kamath (2001), p. 249
24. ↑  Kamath (2001), p. 234
25. ↑  Venkata Ramanappa, M. N. (1975), p. 225

### 其它资料
- Abram, David; Edwards, Nick; Ford, Mike; Sen, Devdan; Wooldridge, Beth. . Rough Guides. 2003. ISBN 1-84353-103-8.
- Aiyangar, Krishnaswami S. . New Delhi: (Facsimile Reprint 2004) Asian Educational Services. 1911. ISBN 81-206-1850-5.
- Bakshi, Shiri Ram. . New Delhi: Sarup and Sons. 1996. ISBN 81-85431-65-5.
- Bradnock, Robert. . Footprint Travel Guide. 2000 [2000]. ISBN 1-900949-81-4.
- Chopra, P. N.; Ravindran, T. K.; Subrahmanian, N. . New Delhi: Sultan Chand and Sons. 2003. ISBN 81-219-0153-7.
- Indian Science Congress Association (various authors), Presidential Address, vol 1: 1914-1947. . Orient Blackswan. 2003. ISBN 81-7371-432-0.
- Kamath, Suryanath U. . Bangalore: Jupiter books. 2001 [1980]. LCCN 80905179. OCLC 7796041.
- Manchanda, Bindu. . Roli Books Private Limited. 2006 [2006]. ISBN 81-7436-381-5.
- Michell, George. . . Cambridge University Press. ISBN 0-521-44110-2.
- Mukherjee, Sujit. . Orient Blackswan. 1999 [1999]. ISBN 81-250-1453-5.
- Murthy, K. Narasimha. . George K.M  (编). . Sahitya Akademi. 1992. ISBN 81-7201-324-8.
- Nagaraj, D.R. . Sheldon I. Pollock  (编). . Berkeley and London: University of California Press. 2003 [2003]. ISBN 0-520-22821-9.
- Narasimhacharya, R. . New Delhi: Asian Educational Services. 1988 [1934]. ISBN 81-206-0303-6.
- Pranesh, Meera Rajaram. . Bangalore: Vee Emm. 2003 [2003].
- Raman, Afried. . Bangalore: Orient Blackswan. 1994. ISBN 0-86311-431-8.
- Rice, E. P. . New Delhi: (Facsimile Reprint 1982) Asian Educational Services. 1921. ISBN 81-206-0063-0.
- Rice, B.L. . New Delhi, Madras: Asian Educational Services. 2001 [1897]. ISBN 81-206-0977-8.
- Sastri, Nilakanta K.A. . New Delhi: Indian Branch, Oxford University Press. 2005 [1955]. ISBN 0-19-560686-8.
- Singh, Nagendra Kr. . Anmol Publications. 2001. ISBN 81-261-0691-3.
- Stein, Burton. . Cambridge and New York: Cambridge University Press.  Pp. 156. 1987. ISBN 0-521-26693-9.
- Subrahmanyam, Sanjay. . Subrahmanyam, Sanjay  (编). . Ann Arbor: University of Michigan Press. 2001: 161–193. ISBN 978-0-472-11216-6.
- Subramaniyan, V.K. . Abhinav Publications. 2006 [2006]. ISBN 81-7017-471-6.
- Various. . Sahitya Akademi. 1988 [1988]. ISBN 81-260-1194-7.
- Venkata Ramanappa, M. N. . Delhi : Vikas Pub. House ; London (38 Kennington La., SE11 4LS) : [Distributed by] Independent Pub. Co.,. 1975 [1975]. ISBN 0-7069-0378-1.
- Weidman, Amanda J. . Duke University Press. 2006 [2006]. ISBN 0-8223-3620-0.

## 扩展阅读
- . 生活杂志. 1941年5月12日: 94页–103页  [2013年8月29日]. （原始内容存档于2015年4月2日）.